# Тоне Томшич
Антон Тоне Томшич (Трст, 9. јун 1910 — Љубљана, 21. мај 1942) био је организациони секретар Централног комитета КП Словеније, учесник Народноослободилачке борбе и народни херој Југославије.

## Биографија
Рођен је 9. јуна 1910. године у предграђу Трста, где је и одрастао у радничкој породици. Још у раном детињству упознао је тежак живот радничке класе, његов отац Миахел је био железнички радник. После Првог светског рата родитељи су му се преселили у Љубљану. Ту је пришао радничком покрету, 1928. године је постао члан Савеза комунистичке омладине Југославије (СКОЈ), а 1929. члан Комунистичке партије Југославије (КПЈ).
Иако је у школи био одличан ученик, због својих комунистичких схватања, морао је да мења место боравка и школе. Школовао се у Љубљани, Птују, Београду и Загребу. Први пут је ухапшен у осмом разреду гимназије и од Суда за заштиту државе, 1929. године, осуђен на годину и по дана затвора, које је издржао у затвору у Сремској Митровици.
После изласка из затвора, још енергичније наставља револуционарни рад, нарочито на Љубљанском универзитету. У једном чланку, који је написао за лист „Црвена застава“ назвао је краља Александра „крвавим“, због чега је искључен с универзитета и осуђен на две и по године затвора. Казну је поново служио у Сремској Митровици, где је, иако нарушеног здравља, био један од главних организатора штрајкова глађу и борбе за боље услове живота политичких затвореника.
По повратку с робије, 1937. године, прелази на Загребачки универзитет, где такође наставља да се бави револуционарним радом. Јуна 1940. године, изабран је за члана Централног комитета Комунистичке партије Словеније, а на Петој земаљској конференцији КПЈ у Загребу, октобра исте године, постао је кандидат за чланаЦентралног комитета Комунистичке партије Југославије.
Као један од водећих комуниста у Словенији, стално је био под присмотром полиције, због чега је морао да пређе у илегалу. Као партијски инструктор ЦК КП Словеније, путовао је по Словенији и радио на оснивању и јачању партијских организација. Полиција га је ухапслила 23. марта 1941. године код Дравограда. Приликом транспорта у Љубљану. Покушао је да побегне, скоком из воза, али је био рањен и ухваћен. Из затвора у Љубљани успео је да побегне приликом немачког бомбардовања, априла 1941. године.
Као организациони секретар Централног комитета Комунистичке партије Словеније био је један од главних организатора устанка народа Словеније. Радио је на организовању Освободилне фронте, на стварању првих оружаних одреда и на ширењу Народноослободилачкког покрета у Љубљани и целој Словенији.
Италијански фашисти брзо су дознали за Тонетову револуционарну актиност и чинили су све да га ухапсе. Његову главу су уценили на 50.000 лира. Њихова настојања да га ухапсе дуго су била узалудна, али 10. децембра 1941. године, услед издаје, ухапшен је заједно са супругом Видом. Био је у затворима у Љубљани, Штрајерској, Горењској и Грацу.
Маја 1942. године, заједно са супругом Видом, Михом Маринком и Пепцом Кардељ, изведен је пред суд, који га је осудио на смртну казну. Стрељан је 21. маја 1942. године у Љубљани. Године 1949. његови посмртни остаци пренесени су у Гробници народних хероја у Љубљани.
За народног хероја проглашен је, одлуком Врховног штаба НОВ и ПОЈ, а на предлог Главног штаба НОВ и ПО Словеније, међу првим борцима Народноослободилачког рата — 25. октобра 1943. године, заједно са другим истакнутим борцима и Словеније — Иваном Кавчичем, Љубом Шерцером и Славком Шландером. Прва словеначка пролетерска ударна бригада, формирана 16. јула 1942. године, носила је његово име до краја рата. Тонетова супруга Вида Томшич, такође је проглашена за народног хероја, а после ослобођења била је високи државни и партијски функционер Социјалистичке Републике Словеније.